# Labeo lualabaensis
Labeo lualabaensis är en fiskart som beskrevs av Tshibwabwa, 1997. Labeo lualabaensis ingår i släktet Labeo och familjen karpfiskar. IUCN kategoriserar arten globalt som livskraftig. Inga underarter finns listade i Catalogue of Life.